# Kőszegfalva megállóhely
Kőszegfalva megállóhely egy Vas vármegyei vasúti megállóhely Kőszeg város Kőszegfalva nevű, különálló településrészén, a GYSEV üzemeltetésében.
A településrész belterületének nyugati peremén helyezkedik el, közvetlenül a 87-es főút mellett; a lakott terület felől elérhető egy városi fenntartású úton (a Vasút utcán) is.
A vonatok csak akkor állnak meg a megállóhelyen, ha van le- vagy felszálló utas.

## Története

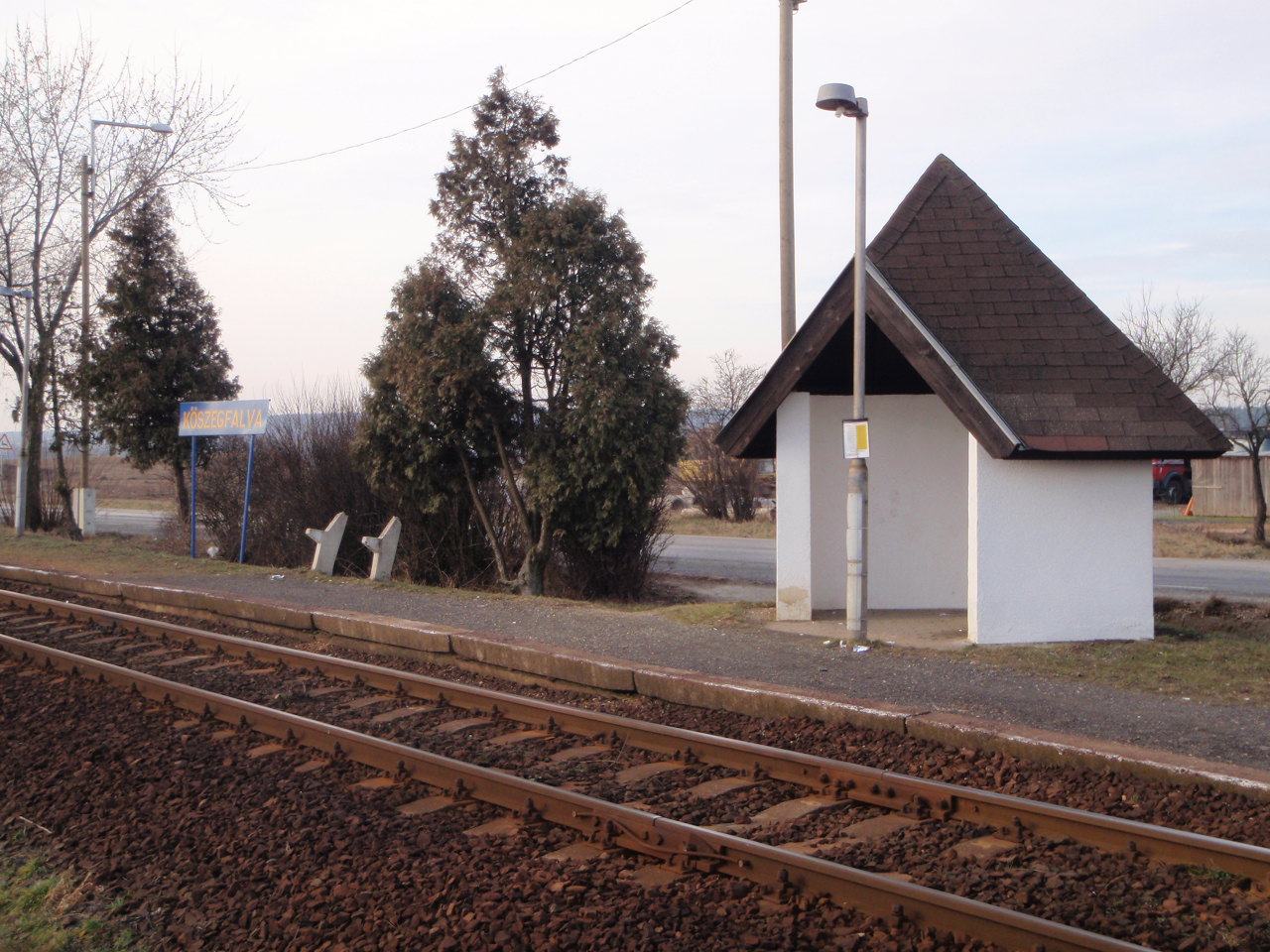
A megálló régi helye (2010-es állapot)

A megálló 1938-ban létesült, korábban a városrész lakói csak a lukácsházi megállóban tudtak vonatra szállni. Eleinte feltételes megállóként működött, tehát a vonatok csak akkor álltak meg, ha volt felszállásra várakozó utas, vagy valaki idejében jelezte leszállási szándékát. Később egy kisebb nyeregtetős felvételi épület létesült itt, de azt a leromlott állapota miatt az 1990-es években lebontottak, helyét egy új, sátortetős épület váltotta fel. A megálló mellett akkor még meglévő közúti átjáró rossz beláthatósága miatt azonban, egy 2012-es súlyos balesetet követően az újabb épületet is lebontották, az átjárót pedig megszüntették. 2021-ben a korábbi megállótól északabbra, biztonságosabb helyen új megálló épült, magasperonnal.

## Vasútvonalak
A megállóhelyet az alábbi vasútvonalak érintik:
- Szombathely–Kőszeg-vasútvonal

## Kapcsolódó állomások
A megállóhelyhez az alábbi állomások vannak a legközelebb:
- Lukácsháza megállóhely (Szombathely–Kőszeg-vasútvonal)
- Kőszeg vasútállomás (Szombathely–Kőszeg-vasútvonal)

## Forgalom
| Járat        | Útvonal | Gyakoriság   |
| ------------ | --- | ------------ |
| személyvonat | Szombathely – Kámon – Gencsapáti alsó – Gencsapáti felső – Gyöngyösfalu – Lukácsháza alsó – Lukácsháza – Kőszegfalva – Kőszeg | 1-2 óránként |